# العزیزیه (سوریه)
العزیزیه (به عربی: العزیزیة) یک روستا در سوریه است که در ناحیه حمرا واقع شده‌است. العزیزیه ۵۳۳ نفر جمعیت دارد.